# Vernonia baldwinii
Vernonia baldwinii là một loài thực vật có hoa trong họ Cúc. Loài này được Torr. miêu tả khoa học đầu tiên năm 1827.